# Ragnar Gustafsson (arkitekt)
Ragnar Gustafsson, född 14 september 1890 i Moloskovitsy, Ingermanland, död 8 januari 1970, var en finländsk arkitekt. 
Gustafsson, som var son till prosten J.W. Gustafsson och Olga Lindström, blev student från Alexanderslyceet i Tallinn 1909, studerade vid Technische Hochschule i München 1910–1914 och diplomerades från Tekniska högskolan i Helsingfors 1919. Han var anställd vid olika privata arkitektbyråer i Helsingfors 1920–1930, innehade egen arkitektbyrå i Helsingfors 1930–1946 och därefter i Tenala.
Gustafsson utförde olika arkitektuppdrag i Helsingfors och landsorten. År 1934 upprättade han på uppdrag av Arne Grahn, som var ägare av Hagalunds gård, en stadsplan för villaområdet Westend som kom att byggas på gårdens mark.  Gustafsson var kurator för Teknologföreningen 1921, ordförande i Arkitektgillet 1936–1939 och viceordförande i Tekniska Föreningen i Finland 1943–1946.